# Национална асоциация за развитие на историческите зони в България
Националната асоциация за развитие на историческите зони в България е сдружение, създадено с цел България да има обновени исторически центрове, възстановено архитектурно и културно-историческо наследство, модерен и европейски вид на градовете и по-високо качество на живот на нейните граждани.
Заявено е намерение първите усилия на организаторите да са насочени към изработване на законодателни промени в България за защита на културните паметници, опазване и развитие на историческите зони в страната. В проведената дискусия по време на учредяването на сдружението, освен кмета на София, министъра на регионалното развитие и благоустройството и министъра на културата, в заседанията са участвали още сенатор Ив Дож, автор на „Закона за опазване на историческите сгради“ във Франция, посланикът на Република Франция в България Ерик Льобедел, арх. Ален Маринос, френски експерт в областта на културно-историческото наследство, както и много български експерти, работещи в тази сфера.
На 2 юни 2017 г. в Софийска градска художествена галерия в столицата кметът на община Копривщица, подписва „Национална харта на градовете с исторически зони в България“ за учредяване на „Национална асоциация за развитие на историческите зони в България“. Пръв подпис на Хартата полага министърът на културата, като документът е подписан и от кметовете на градовете – учредители: София, Пловдив, Варна, Бургас, Русе, Велико Търново, Габрово, Несебър и Копривщица. Предвидена е възможност за присъединяване в бъдеще и на други градове, приемащи нейните принципи и отговарящи на условията за членство в устава.

## Финансова рамка
В хода на проведената дискусия относно предварителните параметри, кмета на София говори за специална кредитна линия, която да бъде ползвана за възстановяване на сгради-паметници на културата и да бъде отпусната от Общинска банка – София.

## Първи стъпки
Столичната община работи по единен електронен регистър на всички паметници на културата – с информация за историята и състоянието им. Поискано е от Националния институт за опазване на културното наследство да бъде предоставен техния архив, който да бъде дигитализиран за сметка на общината. Всички решения на НИНКН и Министерството на културата за статути на културните ценности трябва да бъдат направени с публиен достъп.